# クレオパトラの饗宴 (ティエポロ)
『クレオパトラの饗宴』（クレオパトラのきょうえん、伊: Il banchetto di Cleopatra, 英: The Banquet of Cleopatra）は、イタリアのロココのヴェネツィア派の画家ジョヴァンニ・バッティスタ・ティエポロが1744年に制作した絵画である。油彩。大プリニウスの『博物誌』やプルタルコスの『対比列伝』「アントニウス伝」で言及されている古代エジプトのプトレマイオス朝の女王クレオパトラ7世がマルクス・アントニウスのために催したとされる歴史的な饗宴を主題としている。現在はメルボルンのヴィクトリア国立美術館に所蔵されている。本作品はティエポロが同主題を描いた3点の大きな絵画の最初の作品である。これらに加えてそれぞれの作品のために描かれたはるかに小さな油彩習作またはモデロが現存している。異なるバージョンはヴェネツィアのラビア宮殿のフレスコ画に描かれ、またモスクワ近郊のアルハンゲリスコエ宮殿により大きなバージョンが所蔵されている。油彩習作はパリのコニャック＝ジェイ美術館、ロンドンのナショナル・ギャラリー、スウェーデンのストックホルム大学のコレクションに所蔵されている。

## 主題
カエサルが前44年3月15日に暗殺されるとその後継者となったのはアウグストゥスであった。クレオパトラはカエサルとの間に生まれた息子カエサリオンとともにエジプトに帰国した。しかしブルートゥスが執政官アントニウスに敗れると、クレオパトラはブルートゥスの支援をしたたためにキリキア地方の都市タルソスに出頭を命じられた。そこでタルソスに赴くとアントニウスを饗宴に招待して魅了した。大プリニウスの『博物誌』によると、クレオパトラはアントニウスと「これまで見たことがない豪華な饗宴に招待する」という賭をした。この饗宴でクレオパトラは片方の耳から貴重な大粒の真珠のイヤリングを外し、ワインビネガーに溶かして飲み干し、賭けに勝利したと伝えられている。アントニウスはオクタウィアと離婚してクレオパトラと再婚し、2人の間には子供も生れた。しかし前31年のアクティウムの海戦でアウグストゥスに敗れ、2人は自害した。

## 作品

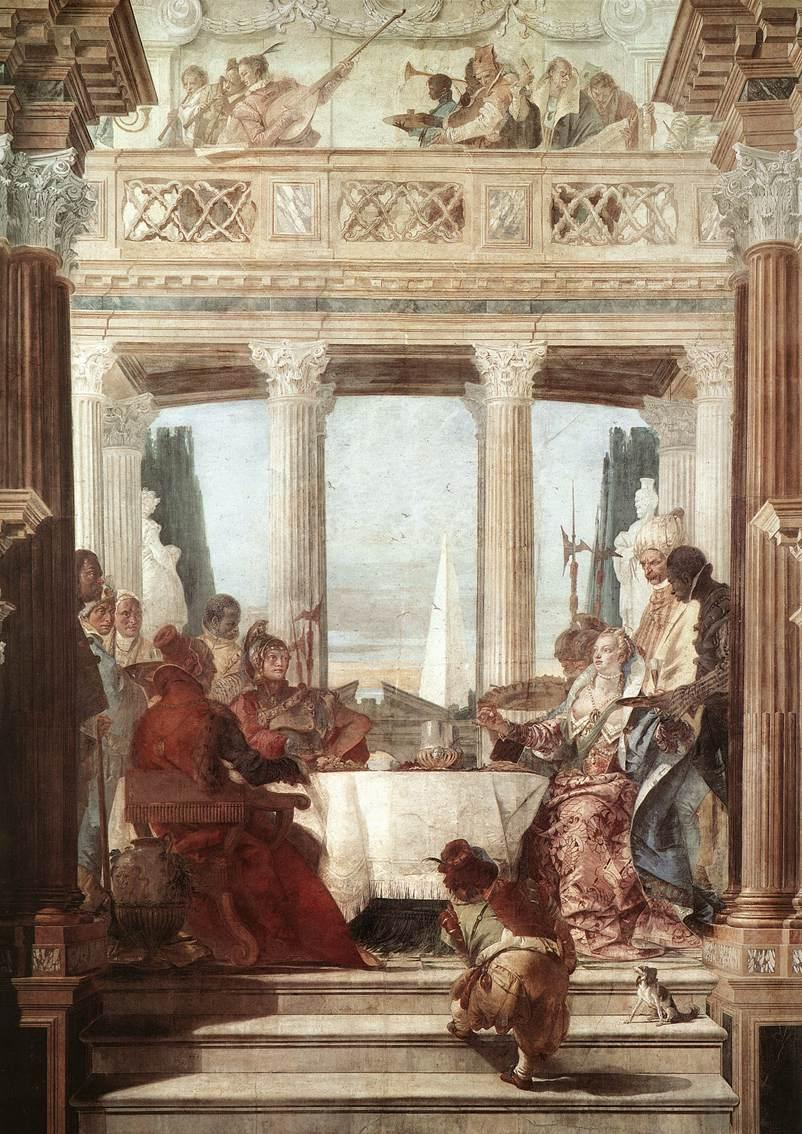
ラビア宮殿のフレスコ画。1746年から1747年。

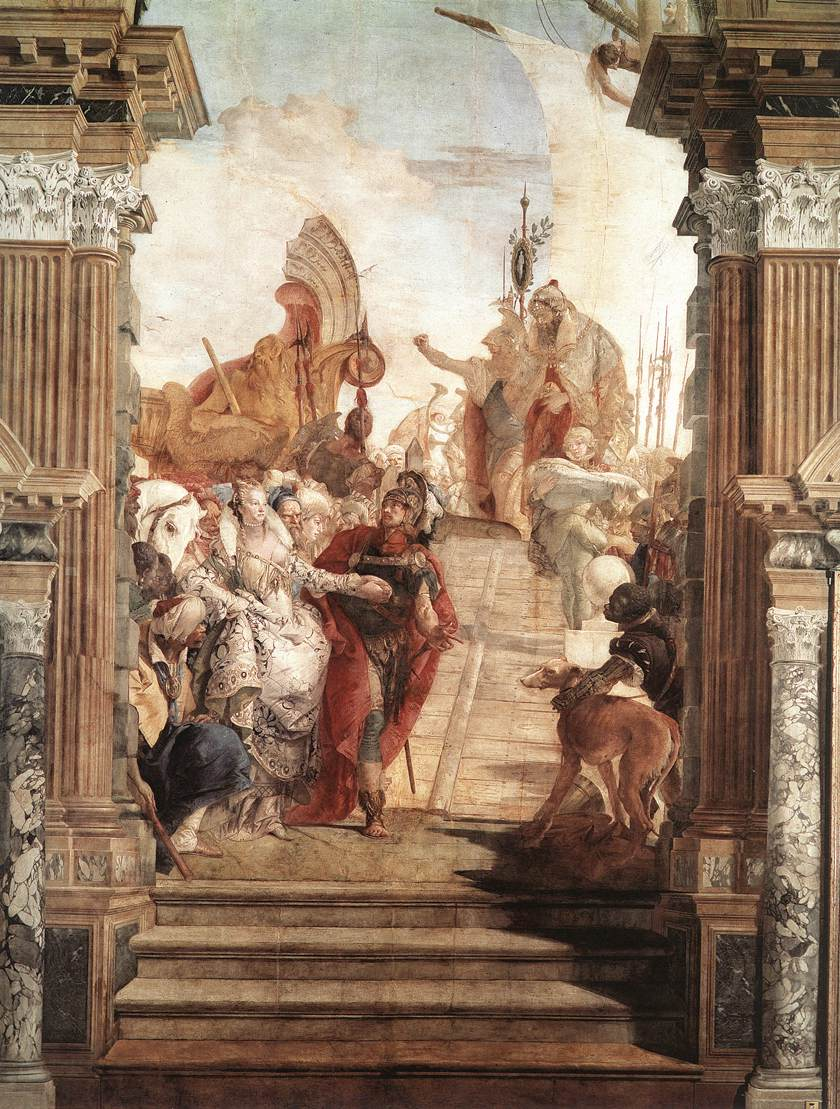
ラビア宮殿版の対作品『クレオパトラとアントニウスの出会い』。1746年から1747年。

執政官アントニウスと女王クレオパトラの恋は18世紀の芸術家にとって人気の主題であった。ティエポロはここで大プリニウスの記述に依拠し、クレオパトラとアントニウスが賭けをする場面を描いている。画面左のクレオパトラはいまだ軽蔑的な態度で座る画面右のアントニウスに対して、切り札である大粒のティアドロップの真珠のイヤリングを耳から外し、いままさにワインビネガーの入ったグラスの中に落とそうとしている。
3点の大画面に描かれた絵画はすべて野外または壮大な建築環境を備えたロッジアで行われた饗宴を描いているが、空は見え、絵画空間の奥を閉ざす高くなったテラスを含んでいる。ラビア宮殿とアルハンゲリスコエ宮殿のバージョン（およびコニャック＝ジェイ美術館とナショナル・ギャラリーのモデロ）では、ダイニングテーブルに続く前景に階段が配置されている。ヴィクトリア国立美術館のバージョンにはこれらの階段は構図に組み込まれていないが、大理石の床の模様が同様の視覚効果を生み出している。座っているのは2人か3人の主要人物に限られるが、その周囲に様々な従者が立っている。すべての構図はルネサンス期のヴェネツィア派の画家パオロ・ヴェロネーゼのほぼ1世紀前の壮大で演劇的な饗宴の絵画、たとえばルーブル美術館所蔵の『カナの婚礼』（Nozze di Cana, 1563年）やヴェネツィアのアカデミア美術館所蔵の『レヴィ家の饗宴』（Convito in casa di Levi, 1573年）に明らかに影響を受けている。ヴェネツィア派の趣向は都市の芸術的伝統に対するそのような明確な言及を好んでいた。ラビア宮殿のフレスコ画はジェローラモ・メンゴッツィ・コロンナによるトロンプ・ルイユ建築の計画と連動してデザインされ、空間全体を包み込んでいる。フレスコの縦長の画面下はほとんど床まで届くほど低い高さで描かれているため、階段によってメインシーンが混雑した部屋の向こう側からでも見ることができる高さが与えられている。
このエピソードは執政官アントニウスに代表されるスパルタ風のローマ戦士が、女王クレオパトラに代表される東方世界の官能的な豊かさに魅了される様子を描いている。このシーンの豊かさはヴェネツィアで奴隷として扱われることが多かった黒人の召使の存在によってさらに増している。ラビア宮殿のフレスコ画に関しては、新たに貴族階級に加わったラビア家がこの作品を通して当時のヴェネツィア最高の芸術家の1人を雇用する能力があることを誇示するだけでなく、この一族の富、特に宮殿の所有者マリア・ラビア（Maria Labia）のコレクションを訪問者に思い出させようとしたのかどうかは明らかではない。またこのフレスコ画が、もともとスペイン出身のラビア一族が、東方のこの共和国へと移動したことを遠い寓意として表現したものかどうかも明らかではない。

## 来歴
メルボルンの絵画はポーランド国王でザクセン選帝侯のアウグスト3世の代理人フランチェスコ・アルガロッティによって依頼された。1744年にアルガロッティがザクセンの首相ハインリヒ・フォン・ブリュールに宛てた手紙によると、アルガロッティはティエポロの工房で未完成の絵画を目の当たりにし、ドレスデンで完成させるようティエポロを説得した。当初の発注者はイギリスの美術収集家ジョセフ・スミスと推測されている。
その後、絵画は1764年にアムステルダムでロシア皇帝エカチェリーナ2世によって購入され、サンクトペテルブルクのミハイロフスキー宮殿の天井にしばらく設置されたのち、エルミタージュ美術館に移された。しかし旧ソ連によるエルミタージュ美術館の絵画販売に含まれ、1932年にイギリスの美術商によって購入された。これを翌1933年に購入したのがヴィクトリア国立美術館であった。購入価格は2万5,000オーストラリア・ポンドであった。

## 他のバージョン
ティエポロは本作品から数年後、ヴェネツィアのラビア宮殿で同主題をテーマにしたフレスコ画を制作した。このバージョンは『クレオパトラとアントニウスの出会い』（L'incontro di Antonio e Cleopatra）と対になっている。ティエポロによるこれらのシーンのさらに2つの大きなキャンバス画がモスクワ近郊のアルハンゲリスコエ宮殿に所蔵されている。
ティエポロは通常おそらく発注主から構図の承認を得るために油彩のモデロを作成した。本作品のモデロはフランチェスコ・アルガロッティ伯爵が死去するまで所有していたもので、現在はパリのコニャック・ジェイ美術館に所蔵されている。ロンドンのナショナル・ギャラリーに所蔵されている小さな油絵習作はラビア宮殿版と関連している可能性がある。しかし構図は大きく異なっており、通常はアルハンゲリスコエ宮殿版の習作と見なされている。スウェーデンのストックホルム大学のコレクションにはラビア宮殿版の構図のモデロとされる小さな油絵の作品が所蔵されている。また多数の準備素描が様々なコレクションに所蔵されている。

## ギャラリー
関連作品

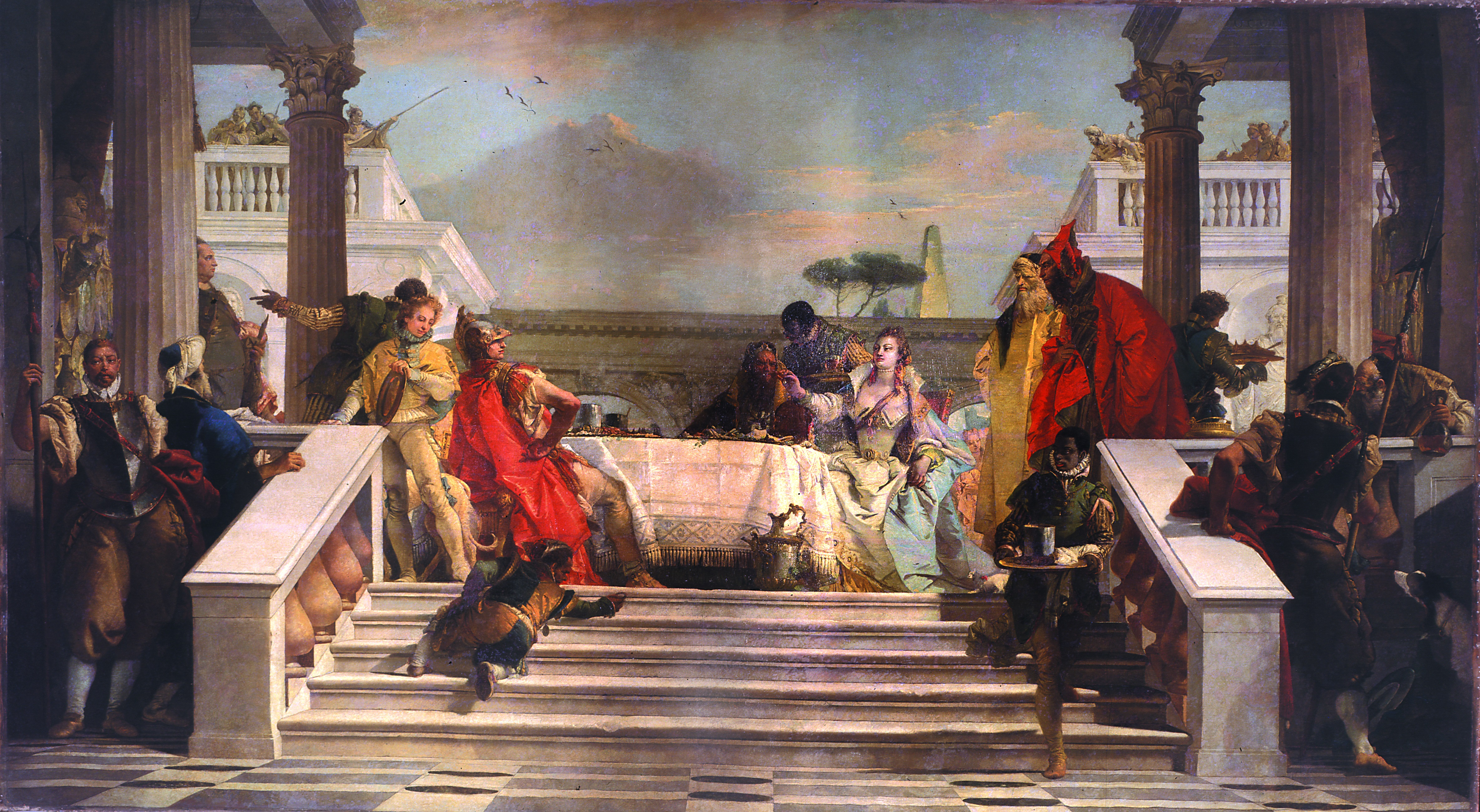
『クレオパトラの饗宴』1747年 アルハンゲリスコエ宮殿（英語版）所蔵
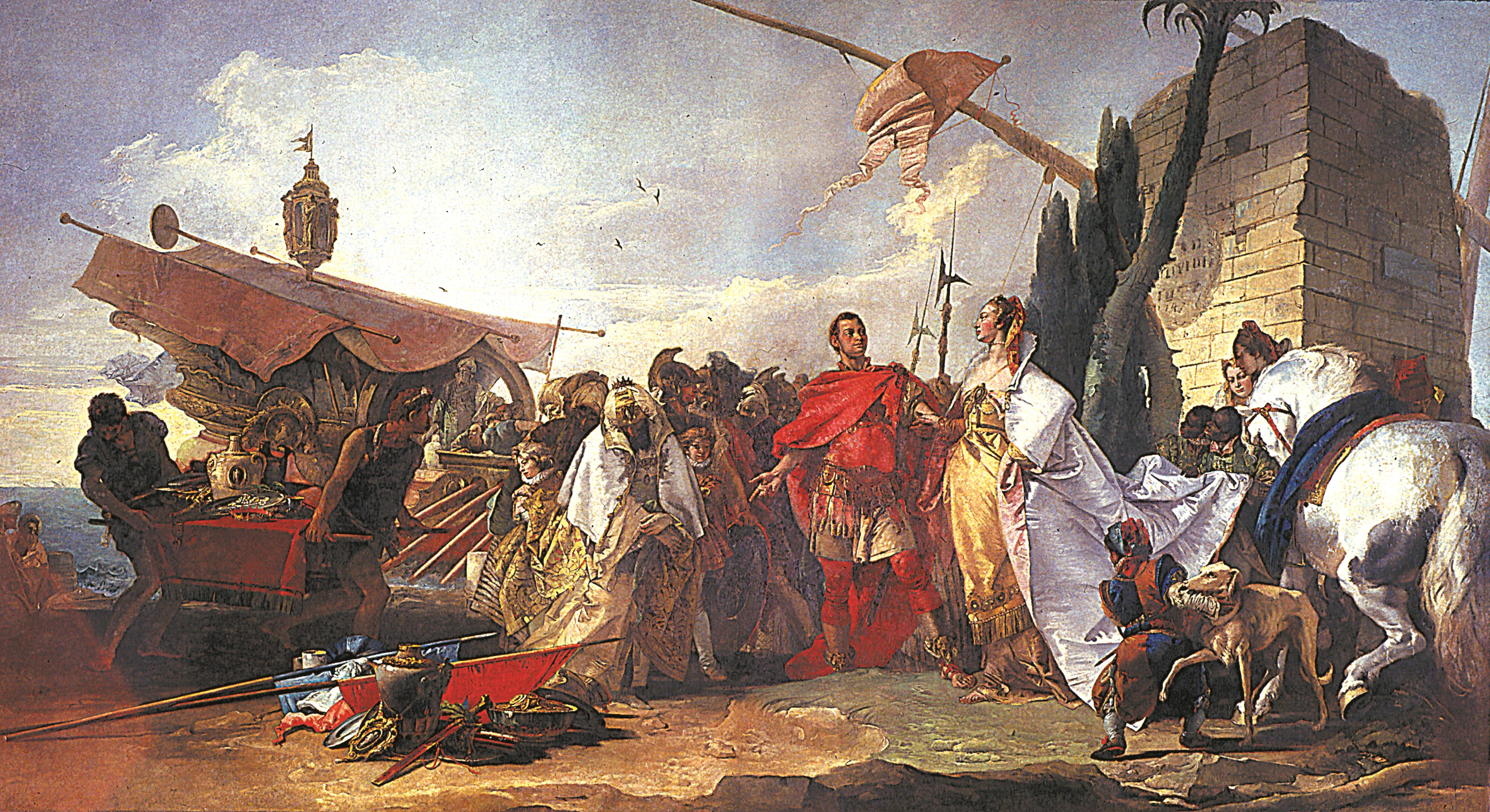
『クレオパトラとアントニウスの出会い』1747年 アルハンゲリスコエ宮殿所蔵

準備習作あるいはモデロ

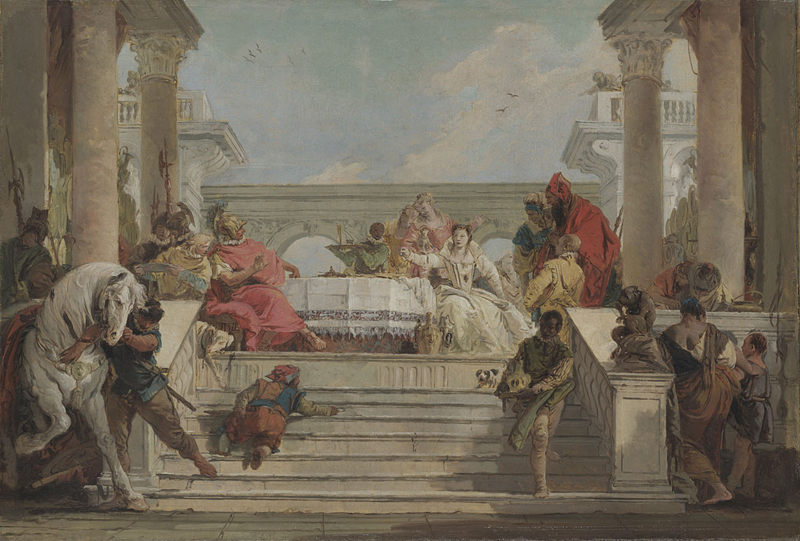
『クレオパトラの饗宴』1740年代 ロンドン・ナショナル・ギャラリー所蔵
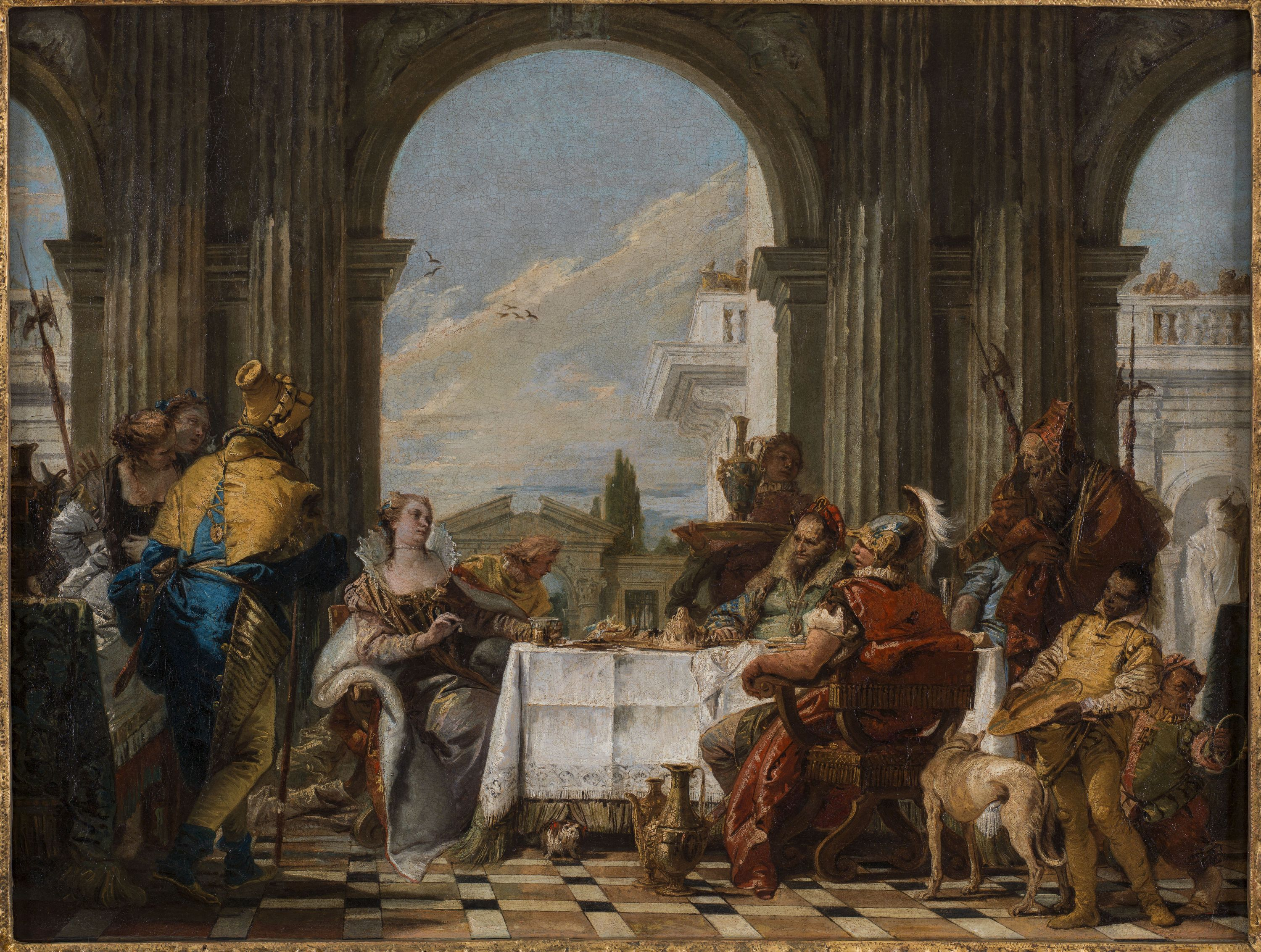
『クレオパトラの饗宴』1742年-1743年 コニャック＝ジェイ美術館所蔵
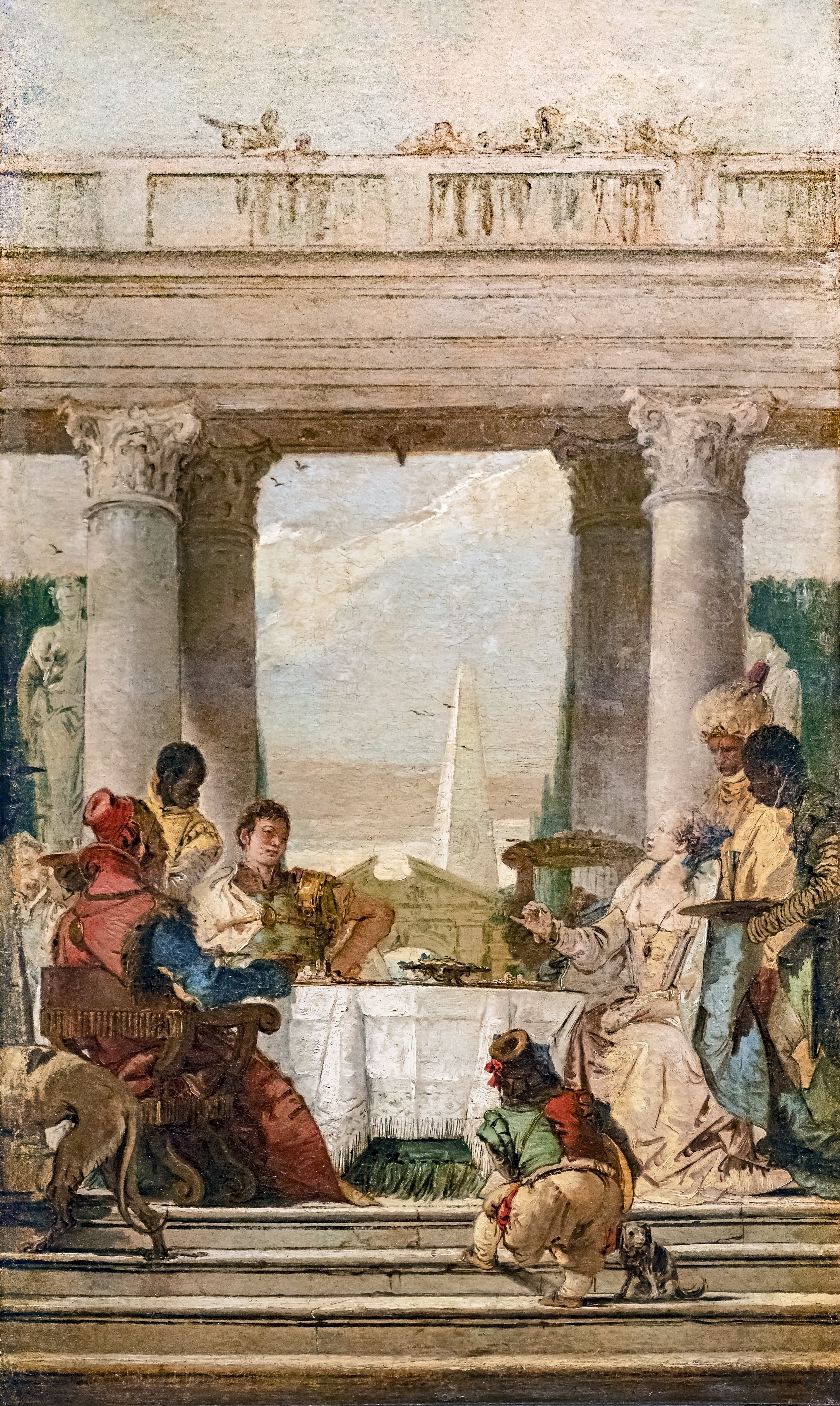
『クレオパトラの饗宴』1746年-1747年 ストックホルム大学所蔵